# John David Jackson (Boxer)
John David Jackson (* 17. Mai 1963 in Denver, Colorado) ist ein ehemaliger US-amerikanischer Profiboxer. Er war WBO-Weltmeister im Halbmittelgewicht sowie WBA-Weltmeister im Mittelgewicht.

## Boxkarriere
Als Amateur trainierte er in Tacoma und wurde 1981 US-amerikanischer Vizemeister im Halbmittelgewicht. Für die Olympischen Spiele 1980 hatte er sich nicht qualifizieren können, da er bei der nationalen Ausscheidung gegen den amtierenden US-Meister Gene Hatcher (späterer WBA-Weltmeister) unterlag.
1984 wurde er Profi und blieb mehr als zehn Jahre ungeschlagen. Am 13. Januar 1987 wurde er mit einem t.K.o.-Sieg gegen Sidney Outlaw, Meister von Pennsylvania im Halbmittelgewicht. Am 8. Dezember 1988 gewann er mit einem vorzeitigen Sieg gegen Lupe Aquino (33-4), die WBO-Weltmeisterschaft im Halbmittelgewicht und wurde zugleich erster WBO-Titelträger dieser Gewichtsklasse. Nach einer vorzeitigen Titelverteidigung gegen Steve Little (späterer WBA-Weltmeister im Supermittelgewicht), boxte er im Februar 1990 gegen Martin Camara. Der Kampf endete nach der elften Runde wertungslos (No Contest), da sich Camara weigerte die zwölfte Runde zu boxen. Grund dafür war ein Fehler des Schiedsrichters, der den Kampf versehentlich nach einem vermeintlichen Niederschlag Jacksons vorzeitig beendete und Camara sich nun um einen Sieg betrogen fühlte.
Am 23. Oktober 1990 verteidigte Jackson seinen Titel einstimmig nach Punkten gegen den Briten Chris Pyatt (30-2), sowie am 21. Juli 1991 ebenfalls einstimmig gegen Tyrone Trice (38-3). Im Juni 1992 siegte er vorzeitig gegen Pat Lawlor (18-1), sowie im Dezember nach Punkten gegen Sergio Medina (35-6). In seiner sechsten und letzten Titelverteidigung am 19. Dezember 1992, besiegte er Michele Mastrodonato (17-1) durch t.K.o. in der zehnten Runde.
Am 1. Oktober 1993 gewann er in Buenos Aires mit einem einstimmigen Punktesieg gegen Reggie Johnson (34-2), die WBA-Weltmeisterschaft im Mittelgewicht. Doch schon in der ersten Titelverteidigung am 10. Dezember 1994 gegen Jorge Fernando Castro (95-4), verlor Jackson vorzeitig durch t.K.o. in der neunten Runde. Auch beim Kampf um die IBF-Weltmeisterschaft am 19. April 1997 gegen Bernard Hopkins (30-2), unterlag Jackson vorzeitig in der sechsten Runde. Auch den Rückkampf gegen Jorge Fernando Castro verlor er im Februar 1998 nach Punkten.
Nach einem K.-o.-Sieg gegen Dave Boone im September 1999, beendete er seine Karriere.